# Ròmul (fill d'Antemi)
Ròmul, en llatí Romulus, era un noble romà. Formava part de la Dinastia teodosiana, tot i que era fill de l'emperador romà d'Occident Procopi Antemi.
Ròmul va ser fill de Procopi Antemi i de Màrcia Eufèmia. Tenia tres germans, Antemiol, Marcià i Procopi Antemi, i una germana, Alipia. Era membre de la Dinastia teodosiana, perquè el seu avi matern, l'Emperador romà d'Orient Marcià, s'havia casat amb Pulquèria, neta de Teodosi I el Gran.
L'any 479, Ròmul, el seu germà Marcià i Procopi es van rebel·lar contra el nou emperador d'Orient, Zenó. Van demanar ajuda a Teodoric Estrabó, rei dels ostrogots de la Tràcia. Van reunir a Constantinoble tropes formades per ciutadans i estrangers a la casa d'un tal Cesari, al sud del Fòrum de Teodosi, i des d'allà van confluir atacant conjuntament el Palau imperial i la casa d'Il·los, un general isàuric partidari i amic de Zenó. L'emperador va estar a punt de caure en mans dels rebels, que van vèncer les tropes imperials, a les que els ciutadans des dels terrats de les seves cases tiraven pedres i projectils. Durant la nit, però, Il·los va aconseguir traslladar a Constantinoble una unitat d'isauris que tenien els quarters a Calcedònia. També va corrompre amb diners els soldats de Marcià, que van permetre la fugida de Zenó. L'endemà al matí, Ròmul i els seus germans, entenent que la seva situació era desesperada i que els reforços del general Teodoric Estrabó no arribarien a temps, es van refugiar a l'església dels Sants Apòstols, però van ser arrestats.
Els van enviar presoners a Cesarea de Capadòcia. Amb l'ajuda d'alguns monjos, van intentar escapar. Marcià no ho va aconseguir, mentre Ròmul i Procopi van fugir a Roma.